# Bohdan Bujak
Bohdan Bujak (ukr. Богдан Богданович Буяк, ur. 26 października 1974 w Tarnopolu) – ukraiński pedagog, osoba publiczna, politolog, doktor filozofii (2013), profesor (2013), członek korespondent Narodowej Akademii Nauk Pedagogicznych Ukrainy (2019). Zasłużony Pracownik Edukacji Ukrainy (2020).
Rektor Narodowego Uniwersytetu Pedagogicznego im. Wołodymyra Hnatiuka w Tarnopolu (15 grudnia 2017).

## Biografia
Bohdan Bujak urodził się 26 października 1974 w Tarnopolu.
Ukończył studia na Wydziale Historycznym Narodowego Uniwersytetu Pedagogicznego im. Wołodymyra Hnatiuka w Tarnopolu (1997, 2000). Pracował jako zastępca dyrektora Vatra-Ars LLC, kierownik Pearl Club w Pałacu Kultury Vatra i nauczyciel historii w liceum w Prosziwce w obwodzie tarnopolskim (1997).
Od 2000 w Alma-mater: Kierownik Katedry Pracy Wychowawczej, Asystent (od 2001), Docent Historii Ukrainy (od 2005), Profesor Historii Ukrainy i Katedry Filozofii i Teorii Ekonomicznej (od 2013), Zastępca-Rektor ds. Nauki (2006-2008), Prorektor ds. Nauki i Współpracy z Zagranicą (od 2008).
8 listopada 2017 r. został wybrany rektorem z wynikiem 91,86% głosów.
Autor ponad 80 prac, w tym 5 monografii i 7 podręczników. Członek kolegium redakcyjnego publikacji branżowych na Ukrainie i za granicą.
Sfera działalności naukowej – historyczne i filozoficzne podstawy rozwoju szkolnictwa wyższego, modernizacja systemów edukacyjnych Ukrainy i świata, ideowy komponent edukacji politycznej i historyczno-patriotycznej i edukacji młodzieży, futurologia edukacji pedagogicznej, zarządzanie i marketing procesu edukacyjnego, najnowsza historia Ukrainy.
Zdaniem badaczy (m.in. koordynatorki platformy antyplagiatowej inicjatywy „Dysergate” Switłany Błahodietielewej-Wowk) w jego rozprawie doktorskiej z filozofii jest sporo fragmentów z prac innych naukowców, a nawet studentów. Bohdan Bujak stwierdził w rozmowie z dziennikarzem Illą Lukaszem, że jego rozprawa nie jest plagiatem, a swego czasu była sprawdzana przez wszystkie programy antyplagiatowe. Według niego techniczne nakładanie się innych prac wyniosło 5%.

## Nagrody
- Dyplom Ministerstwa Edukacji i Nauki Ukrainy (2006),
- Napierśnik Ministerstwa Edukacji i Nauki Ukrainy „Doskonałość w edukacji” (2007),
- Dyplom Gabinetu Ministrów Ukrainy (2011),
- Nagroda Rady Miasta Tarnopola (2012)[7],
- Medal Akademii Nauk Pedagogicznych Ukrainy „Uszyński KD” (2020),
- Zasłużony Pracownik Edukacji Ukrainy (2020).

## Źródła
- Wiktor Unijat: Буяк Богдан Богданович. W: Тернопільський енциклопедичний словник. редкол.: Г. Яворський та ін.. T. 4: А—Я. Тернопіль : Видавничо-поліграфічний комбінат «Збруч», 2010, s. 85. ISBN 978-966-528-318-8. (ukr.)
- Буяк Богдан Богданович // ТНПУ ім. В. Гнатюка.